# Domenico Dolce
Domenico Mario Assunto Dolce (* 13. srpen 1958, Polizzi Generosa) je italský módní návrhář narozený na Sicílii. Spolu se Stefano Gabbanou založil roku 1985 v Miláně módní firmu Dolce & Gabbana (D&G), která se stala v módním průmyslu velmi vlivnou. Oba návrháři byli dlouho i homosexuálními partnery v osobním životě, avšak vztah ukončili po roce 2003. Časopis Forbes Dolceho roku 2015 označil za 27. nejbohatšího Itala.[nenalezeno v uvedeném zdroji]
Ve stejném roce se Dolce v rozhovoru pro časopis Panorama vyslovil proti tomu, aby si homosexuálové pořizovali děti ze zkumavky. Britský gay zpěvák Elton John následně vyzval homosexuály k bojkotu zboží Dolce & Gabbana, podobně jako jiné celebrity. Stefano Gabbana poté Eltona Johna na sociální síti Instagram označil za fašistu.

## Mládí a vzdělání
Dolce se narodil v Polizzi Generosa na Sicílii v roce 1958. Jeho otec byl krejčím a matka prodávala látky a oděvy. Přestěhoval se do Milána, kde navštěvoval školu módního návrhářství Istituto Marangoni, ale před promocí ji opustil, protože si byl jistý, že ví dost, aby mohl pracovat v oboru. Jeho snem bylo pracovat pro Armaniho.